# Nasa peltiphylla
Nasa peltiphylla là một loài thực vật có hoa trong họ Loasaceae. Loài này được (Weigend) Weigend mô tả khoa học đầu tiên năm 2006.